# Буковец (Тіміш)
Буковец (рум. Bucovăț) — село у повіті Тіміш в Румунії. Входить до складу комуни Буковец.
Село розташоване на відстані 397 км на північний захід від Бухареста, 11 км на схід від Тімішоари.

## Населення
За даними перепису населення 2002 року у селі проживали 1150 осіб.
Національний склад населення села:
| Національність | Кількість осіб | Відсоток |
| -------------- | -------------- | -------- |
| румуни         | 1022           | 88,9%    |
| цигани         | 75             | 6,5%     |
| угорці         | 33             | 2,9%     |
| українці       | 8              | 0,7%     |
| словаки        | 7              | 0,6%     |

Рідною мовою назвали:
| Мова       | Кількість осіб | Відсоток |
| ---------- | -------------- | -------- |
| румунська  | 1123           | 97,7%    |
| угорська   | 18             | 1,6%     |
| українська | 8              | 0,7%     |